# گیلبرت دلاهه
گیلبرت دلاهه یا ژیلبغ دُلائِه (فرانسوی: Gilbert Delahaye‎; ۱۹ مارس ۱۹۲۳ – ۶ دسامبر ۱۹۹۷) نویسنده کودکان اهل فرانسه بود.
او بیشتر برای سری کتاب‌های مارتین به تصویرگری مارسل مارلیه شناخته شده‌است.
در سال ۱۹۸۵ موفق به دریافت جایزهٔ Prévert شد.

## آثار
- سری کتاب‌های مارتین همراه با مارسل مارلیه [۱]
  1. مارتین در مزرعه ۱۹۵۴
  2. مارتین در سفر ۱۹۵۴
  3. مارتین در کنار دریا ۱۹۵۶ | ترجمهٔ موسی نباتی-نعمتی، انتشارات بامداد ۱۳۵۳
  4. مارتین در سیرک ۱۹۵۶
  5. مارتین در دبستان ۱۹۵۷
  6. مارتین در نمایشگاه ۱۹۵۸
  7. مارتین تئاتر بازی می‌کند ۱۹۵۹
  8. مارتین در کوهستان ۱۹۵۹
  9. مارتین به کمپ می‌رود ۱۹۶۰
  10. مارتین در قایق ۱۹۶۱
  11. مارتین و ۴ فصل ۱۹۶۲
  12. مارتین در خانه ۱۹۶۳
  13. مارتین در باغ وحش ۱۹۶۳
  14. مارتین خرید می‌کند ۱۹۶۴
  15. مارتین در هواپیما ۱۹۶۵
  16. مارتین اسب سواری می‌کند ۱۹۶۶
  17. مارتین در پارک ۱۹۶۷
- کوکو، تو اونجایی؟ ۱۹۵۶، تصویرگر: الیزابت ایوانووسکی
- از موضوعی به موضوع دیگر
- کارگاه شاعر